# MTV2 Pop
MTV2 The Pop Channel (auch MTV2 Pop, MTV2 oder MTV Pop genannt) war ein deutscher Ableger des privaten Musikfernsehsenders MTV. Auf MTV2 Pop wurden rund um die Uhr Mainstream-Musikvideos gezeigt, nur unterbrochen von Werbung. Zielgruppe dabei waren vor allem Jugendliche und Familien mit Kindern.
Neben MTV2 Pop in Deutschland gibt es schon seit einigen Jahren MTV 2 in den USA und MTV Two in Europa, welches per Pay-TV verbreitet wird. Anders als MTV2 Pop spielen die englischsprachigen Versionen Rock- und Alternative-Musikvideos.

## Geschichte
Seit dem 1. Mai 2001 war der Sender europaweit über Satellit, im deutschsprachigen Kabelnetz, teilweise terrestrisch analog und später auch vereinzelt über DVB-T auf Sendung. Er ersetzte den bis dahin kaum erfolgreichen deutschen Ableger des Musiksenders VH-1. Sowohl zum Sendestart als auch zum Sendeschluss wurde das Video „One More Time“ von Daft Punk gespielt.

### Sendungen
Zum Sendestart gab es an sich klar abgetrennte Sendungen, deren Musikformate sich jedoch meistens nicht unterschieden. So wurde Hits of the Century zwar als Retrospektive auf die vergangenen zwanzig Jahre beworben, allerdings wurden die gleichen aktuellen Mainstream-Clips wie im restlichen Tages- und Abendprogramm ausgestrahlt. Lediglich Formate wie Dance Hits und später Black Hits unterschieden sich in ihren Formaten deutlich von den restlichen Programmen. Ansonsten richtete sich die Auswahl der Musikvideos an den entsprechenden Tageszeiten. So wurden morgens nicht allzu penetrante, aber auch nicht besonders ruhige Videos gespielt (Daylight, Pophits). Tagsüber waren stärkere Lieder im Programm (Quicklunch), der Abend richtete sich an diejenigen, die etwas Entspannung suchten (Relax, Kiss Me). Das Nacht- und Wochenendprogramm wurde nicht nach diesen Gesichtspunkten zusammengestellt (Moonlight, Weekend).

#### Moderierte Formate
Im August 2001 entstand das erste moderierte Format: ODC 40 mit Simone Heppner war eine zweistündige Dance-Chartshow. Die Top-40-Charts richteten sich nach den New Yorker Official Dance Charts, welche auch in den Filialen des Bekleidungsunternehmens ausgehängt wurden. Im September 2002 wurde die Sendung in New Yorker ODC 40 umbenannt. Mehrmals wurden ODC-40-Partys in ganz Deutschland veranstaltet. Ende 2004 beendeten New Yorker und MTV2 Pop die Kooperation. Bis dahin dominierte das entsprechende Musikformat sogar über das ganze Programm.
Im Juli 2003 startete das Telefonquiz GaMe TV. Die Moderationen wurden im Vorfeld aufgezeichnet; in der Sendung musste man im Gegensatz zu sonstigen Call-in-Formaten nach einer Registrierung in fünf Spielrunden mehrere Fragen rund um Popkultur beantworten. GaMe TV wurde nach kurzer Zeit wieder eingestellt.

#### Weitere Sendungen
2001 wurden auf MTV2 Pop die MTV Video Music Awards im Tagesprogramm wiederholt. 2002 wurden ältere Folgen von Making the Band, aus der die Formation O-Town hervorging, ausgestrahlt, während MTV neuere Episoden zeigte. Zeitweise wurden auch Big-Brother-Folgen, die zuvor auf RTL II liefen, auf MTV2 Pop wiederholt.

#### Anime- und Zeichentrickserien
Zwischen September 2003 und Januar 2004 strahlte der Sender Anime- und Zeichentrickserien, die ehemals auf MTV Germany und Nickelodeon ausgestrahlt wurden, aus.
Ausgestrahlte Zeichentrickserien:
- Aaahh!!! Monster
- Ren & Stimpy

Ursprünglich waren auch andere Cartoons wie CatDog angekündigt gewesen. Weshalb man sich auf die oben genannten Serien beschränkt hatte, ist unklar.
Ausgestrahlte Anime-Serien:
- Inu Yasha (Folgen 1–52, ungeschnitten)
- Lupin III
- Cowboy Bebop
- The Vision of Escaflowne
- Golden Boy

MTV2 Pop strahlte die Anime-Serie Inu Yasha in deutscher Erstausstrahlung und in ungeschnittener Fassung (die Wiederholung sowie die zweite deutsche Staffel liefen auf RTL II in geschnittener Fassung).

### On-Air-Design
Im ersten Monat überarbeitete MTV2 Pop sein On-Air-Design gleich zweimal. Dies geschah, da die zuständige Agentur Regardez! erst kurzfristig mit der Gestaltung beauftragt wurde und die finale Version des Lots of Dots getauften On-Air-Designs nicht fristgerecht fertigstellen konnte. Zudem gab es Probleme mit den MTV-Servern in London, die die animierten Einblendungen nur fehlerhaft darstellen konnten. Deswegen entwickelte man für die Anfangsphase ein provisorisches On-Air-Paket.
Mit Lots of Dots, einer grafischen Welt mit Glühbirnenflächen und 3D-Elementen, wurde die Disco- und Nachtleben-Thematik aufgegriffen. Die Grafiken waren von 06:00 bis 12:00 Uhr in gelb, von 12:00 bis 18:00 Uhr in orange, von 18:00 bis 24:00 Uhr in magenta (eine Besonderheit stellt hierbei dar, dass in den entsprechenden Trailern keine eigenproduzierende Musik, sondern „One More Time“ eingearbeitet wurde) und von 00:00 bis 06:00 Uhr in blau gehalten.
Am 30. September 2002 präsentierte sich MTV2 Pop im neuen Design. Das von der sendereigenen On-Air-Promotion erstellte Designpaket stellte eine verspielte, flächige Flora- und Fauna-Landschaft dar. Die Farben als Sendeflächentrenner wurden beibehalten. Das Design wurde kurz darauf vom damals neu gegründeten britischen Ableger des Popsenders TMF übernommen.
Die Erkennungsmelodie des Senders basiert auf das Stück Weave Your Web von Luke Slater.

### Sendername
Für einige Verwirrung sorgte auch der Sendername. Wie aus ersten Designentwürfen zu entnehmen ist, war ursprünglich MTV Pop als Name vorgesehen. Offenbar passte das endgültige Logo mit der international bereits etablierten Marke MTV2 besser zum allgemeinen Erscheinungsbild, so dass zunächst durchweg von MTV2 The Pop Channel oder schlichtweg MTV2 die Rede war. Mit der ersten Überarbeitung Mitte Mai 2001 setzte sich allmählich die besser von anderen MTV2-Programmen unterscheidbare Kurzform MTV2 Pop durch. Einige Monate später sprach man in den Programmhinweisen und Moderationen plötzlich von MTV Pop. Erst kurz vor Einstellung des Sendebetriebes war auf der Internetpräsenz wieder nahezu überall von MTV2 Pop die Rede. Das Logo blieb durchweg gleich.

### Marktanteile (ab 3 Jahren)
| 2003 | 0,3 % |
| 2004 | 0,3 % |

MTV2 Pop wies 2003 erstmals Quoten aus und tat dies, wie der Muttersender MTV Germany ab Januar 2003. Bis zur Einstellung im September 2005 wurden Marktanteile für jeden Monat ausgewiesen, durch die Einstellung konnte aber für das Jahr 2005, anders als für 2003 und 2004, kein Jahresmarktanteil ausgewiesen werden. 
Sowohl 2003 als auch 2004 erreichte MTV2 Pop 0,3 % des Gesamtpublikum und lag damit 0,2 % bzw. 0,1 % unter MTV Germany und unterlag VIVA Deutschland, gegen das MTV2 Pop direkt positioniert war, ebenfalls mit 0,1 %.

#### Überblick über den Monatsverlauf
| Monate    | 2003  | 2004  | 2005  |
| --------- | ----- | ----- | ----- |
| Januar    | 0,2 % | 0,2 % | 0,3 % |
| Februar   | 0,3 % | 0,3 % | 0,2 % |
| März      | 0,3 % | 0,3 % | 0,2 % |
| April     | 0,3 % | 0,3 % | 0,2 % |
| Mai       | 0,3 % | 0,3 % | 0,3 % |
| Juni      | 0,4 % | 0,3 % | 0,3 % |
| Juli      | 0,3 % | 0,4 % | 0,3 % |
| August    | 0,4 % | 0,3 % | 0,3 % |
| September | 0,3 % | 0,3 % | 0,1 % |
| Oktober   | 0,3 % | 0,3 % |       |
| November  | 0,3 % | 0,3 % |       |
| Dezember  | 0,3 % | 0,3 % |       |

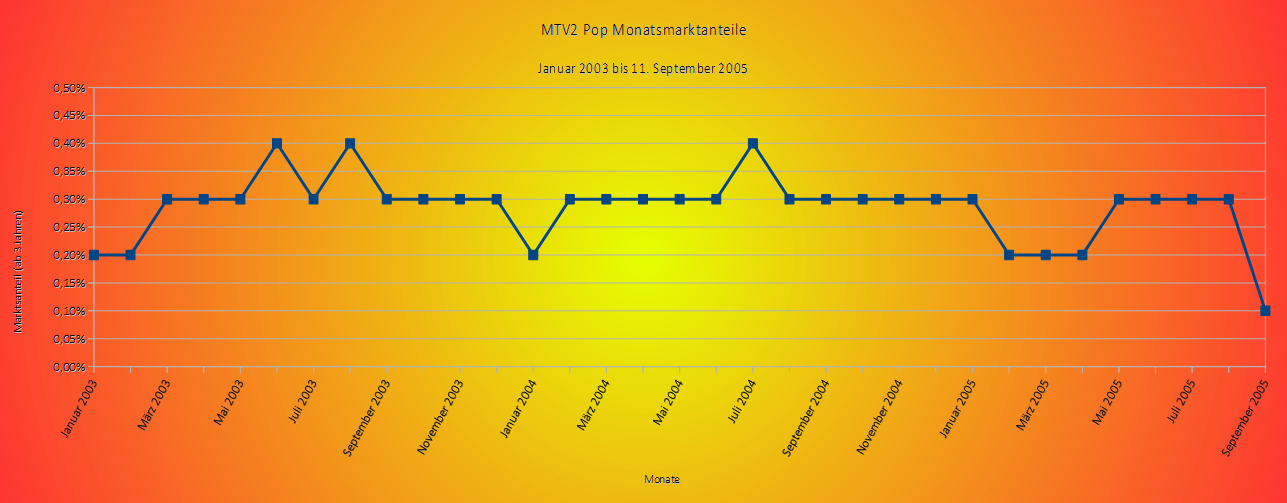
Die Marktanteile von MTV2 Pop von Januar 2003 bis September 2005

Von Januar 2003 bis zum 11. September 2005 kam es immer wieder zu Schwankungen im Marktanteil. So erreichte man mehrmals einen Marktanteil von 0,4 %, während der geringste Marktanteil von 0,1 % im September 2005 erreicht wurde. Dies ist der Tatsache geschuldet, dass MTV2 Pop am 11. September 2005 seinen Sendebetrieb aufgab und somit der komplette September 2005 nicht gewertet werden kann.

### Sampler
Am 30. September 2002 (Volume 1) und 14. April 2003 (Volume 2) wurden in Zusammenarbeit mit Polystar 2-CD-Compilations unter dem Namen MTV(2) Pop - Tophits Nonstop! veröffentlicht. Eine CD bestand überwiegend aus Dance-Tracks, den wesentlich poppigeren Inhalt der zweiten CD konnten die Internetnutzer per Abstimmung bestimmen.

### Einstellung
Da Viacom im Jahr 2004 durch die Übernahme von VIVA und VIVA Plus Marktführer in Sachen Musikfernsehen in Deutschland geworden ist, wurden sämtliche Spezialformate bei MTV2 Pop gestrichen. Begründet wurde dieser Schritt damit, dass man die vier Programme nun mit differenzierbaren Formaten insgesamt breiter aufstellen möchte. Als fortan familientaugliches Programm nahm MTV2 Pop bis zur Einstellung vereinzelt ältere Videos im Programm auf. Am 11. September 2005 wurde MTV2 Pop durch den Kindersender Nick ersetzt, der seinen Sendebetrieb nach einem 24-stündigen Countdown aufnahm.